# Ekspert przyrodniczy
Ekspert przyrodniczy – doradca specjalistyczny przygotowany do zawodu z zakresu studiów przyrodniczych, biologicznych lub ochrony środowiska, zatrudniony przy wybranych działaniach rolnośrodowiskowych związanych z programem rozwoju obszarów wiejskich.

## Wymagania stawiane ekspertom rolniczym
Uprawnienia eksperta rolniczego uzyskuje osoba po spełnieniu warunków niezbędnych do wpisu na listę ekspertów przyrodniczych. Wymagania związane z wpisem na listę zostały określone w ustawie z 2015 r. o wspieraniu rozwoju obszarów wiejskich z udziałem środków EFRROW.
Na listę ekspertów przyrodniczych prowadzoną przez dyrektora Centrum Doradztwa Rolniczego może być wpisana osoba, która:
- ma wyższe wykształcenie przyrodnicze. Ukończone studia wyższe na kierunku: biologia lub leśnictwo, lub inny kierunek studiów wyższych obejmujące przedmioty z dyscypliny nauk biologicznych i dyscypliny nauk o Ziemi i środowisku w wymiarze co najmniej 60 punktów ECTS lub studia podyplomowe obejmujące przedmioty z dyscypliny nauk biologicznych i dyscypliny nauk o Ziemi i środowisku w wymiarze co najmniej 30 punktów ECTS,
- brakuje prawomocnego wyroku za umyślne przestępstwo lub umyślne przestępstwo skarbowe,
- ukończyła „Szkolenia w zakresie doradzania prowadzonego przez ekspertów przyrodniczych”,
- zdała egzamin na eksperta przyrodniczego z zakresu wiedzy objętej szkoleniem,
- złożyła wniosek o wpis na listę ekspertów przyrodniczych.

## Rola ekspertów przyrodniczych
Ekspert przyrodniczy w ramach działania rolno-środowiskowo-klimatycznego PROW 2014–2020 sporządza dokumentacja przyrodnicza stanowiącą szczegółową charakterystykę siedliska przyrodniczego lub siedliska lęgowego ptaków. Dokumentacja dotyczy dwóch pakietów (i występujących wariantów), w tym pakietu 4 – Cenne siedliska i zagrożone gatunki ptaków na obszarze Natura 2000 oraz pakietu 5 – Cenne siedliska poza obszarem Natura 2000.

## Liczba ekspertów przyrodniczych
Według system teleinformatycznego Centrum Doradztwa Rolniczego w Brwinowie na liście doradców prowadzonej przez dyrektora Centrum Doradztwa Rolniczego wpisanych jest 734 ekspertów przyrodniczych związanych z PROW 2014–2020.